# Хорвати у США
Американські хорвати, або хорватські американці (хорв. Američki Hrvati, або Hrvati u Americi, англ. Croatian Americans) — американці хорватського походження повністю або частково.
Американські хорвати тісно пов'язані з іншими етнічними групами євроамериканців, особливо слов'яноамериканцями. За віросповіданням вони переважно римо-католики. Місцевості зі значною присутністю хорватських американців включають райони міст Чикаго, Клівленда, Нью-Йорка, Південну Каліфорнію і особливо Пітсбург як осідок «Хорватського братнього союзу» — каси взаємодопомоги хорватської діаспори.

## Чисельність
За даними перепису населення 1990 року, про своє хорватське походження або місце народження в Хорватії заявили понад 544 270 американців. 2012 року у США, згідно з уточненими даними перепису 2010 р., проживало 414 714 американських громадян хорватського походження Це число включає всіх людей, пов'язаних зі США, які заявляють про своє хорватське коріння: як тих, що народилися у цій державі, так і натуралізованих громадян, а також осіб із подвійним громадянством, які ототожнюють себе з обома країнами чи культурами. Державне управління з питань хорватів за кордоном, що діє в Хорватії, підрахувало, що в США проживає до 1,2 млн хорватів та їхніх нащадків.
За даними 2006—2010 років, штати з найбільшою часткою хорватських американців такі:
- Пенсільванія (50 995)
- Каліфорнія (45 537)
- Іллінойс (44 065)
- Огайо (41 430)
- Нью-Йорк (26 607)
- Мічиган (20 547)
- Флорида (16 360)
- Вісконсін (15 775)
- Індіана (13 306)
- Вашингтон (13 268)
- Нью-Джерсі (13 154)

### Історичний зріз
- Оцінка 1880 року: 20 000[7]
- Перепис 1980 року: 252 970[8]
- Перепис 1990 року: 544 270[9]
- Перепис 2000 року: 374 241[9]
- Опитування в громадах 2005: 401 208[10]

### Населення хорватського походження
Хорватське населення в США з 2010 року:
| Рік  | Чисельність |
| ---- | ----------- |
| 2010 | 47.740      |
| 2011 | ▼ 41.484    |
| 2012 | ▲ 45.295    |
| 2013 | ▼ 39.026    |
| 2014 | ▲ 43.067    |
| 2015 | ▼ 36.978    |
| 2016 | ▲ 39.747    |
| 2017 | ▼ 35.962    |

## Історія

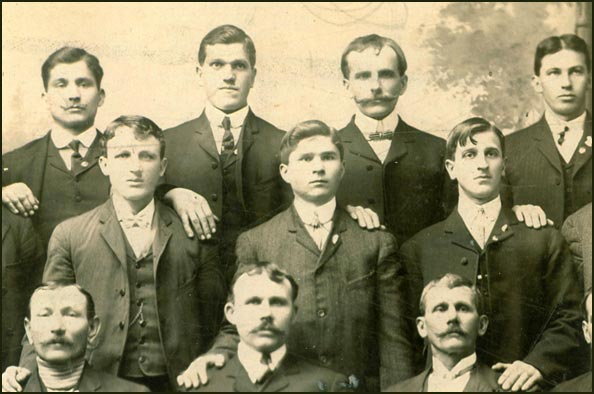
Група хорватських чоловіків у клубі міста Джолієт (Іллінойс), близько 1900 р.

Першу суттєву еміграцію хорватів було відзначено 1715 року. У той час близько 1200 хорватських протестантів, чиї предки покинули Австрійську імперію після невдалих хорватсько-словенських селянських повстань 1573 року та антиреформаційного едикту 1598 року, прибули в американську колонію Джорджія. Вони оселилися в долині річки Саванна. Ці поселенці запровадили вирощування шовкопряда у Джорджії. Громада процвітала протягом 150 років, поки її не торкнулася громадянська війна в США.
1683 року хорват-єзуїт на ім'я Іван Раткай (Juan Ratkay) заснував місію на північному заході Нової Іспанії. 1746 року інший єзуїт Фердинанд Коншак (Consago Gonzales) накреслив першу достеменну карту Нижньої Каліфорнії. Починаючи з 1783 року, хорватський місіонер Джозеф Кундек допомагав у розбудові кількох міст середнього заходу, в числі яких Фердинанд і Джаспер, що в окрузі Дюбойс штату Індіана. У 1830 роках різні групи в Австрійській імперії надсилали в Америку фінансову допомогу на підтримку місіонерської діяльності.

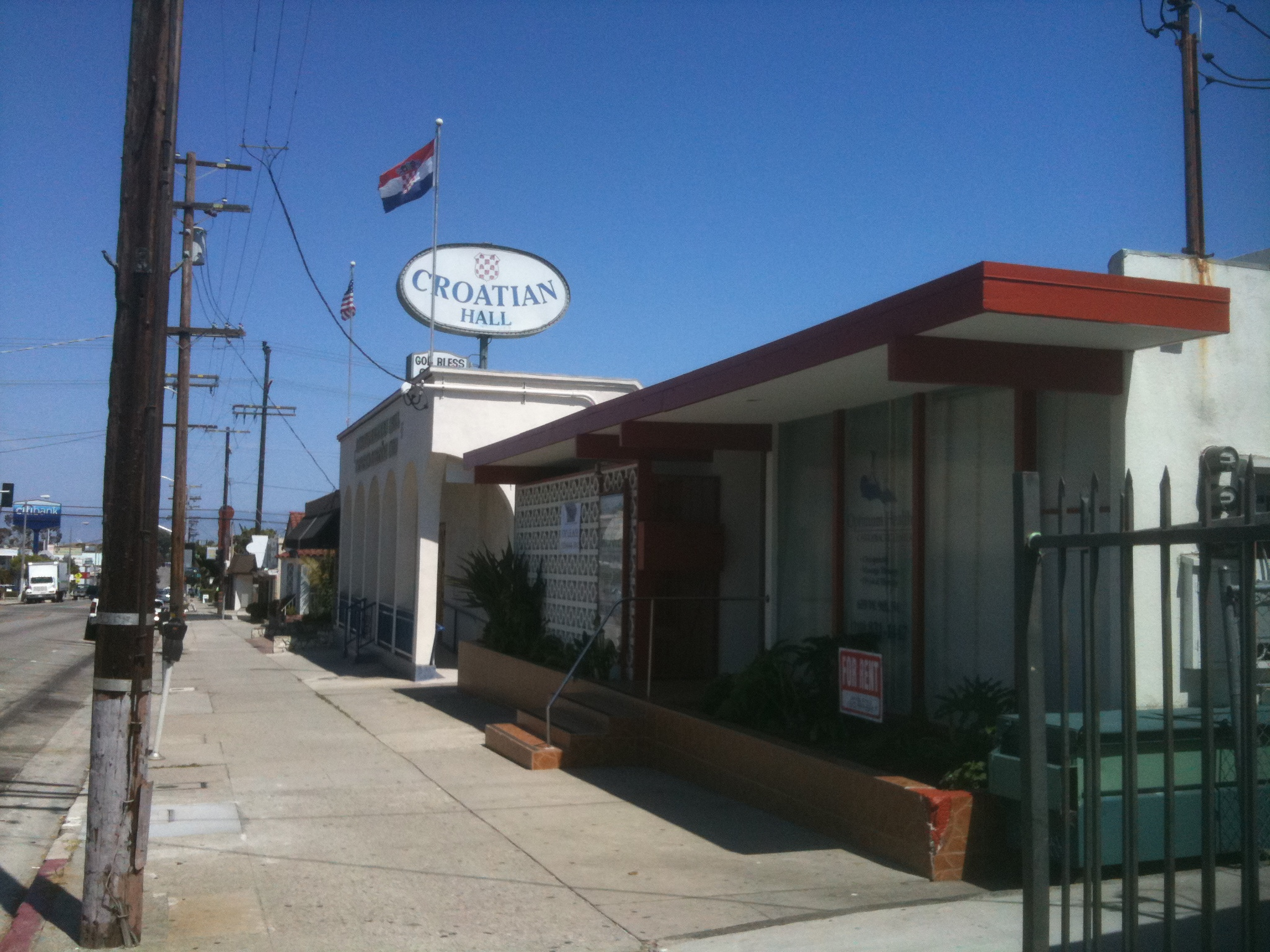
Район Кроейшен Плейс у нейборгуді Сан-Педро міста Лос-Анджелес.

Чимало хорватських емігрантів ранньої хвилі оселилися в Новому Орлеані де працювали торгівцями, ремісниками чи рибалками. До 1860-х років у Новому Орлеані налічувалося близько шестисот хорватських родин. Кілька сімей назавжди оселилися в Алабамі. Під час Громадянської війни близько трьох тисяч хорватів проживали на Півдні, переважно в Луїзіані, Алабамі та Міссісіпі. Сотні з них пішли добровольцями в Армію Конфедерації і ВМС Конфедерації. Після поразки Конфедерації 1865 року багато хорватів, які служили в її військах, переїхали на Захід.
Значна еміграція з території теперішньої Хорватії розгортається з кінця 1890-х і початку 1900-х років, досягаючи свого піку приблизно в 1910 році, коли чимало хорватів, більшість із яких римо-католики, почали емігрувати до США. Багато з них були економічними емігрантами, тоді як інші вважали себе політичними біженцями.
Як і інші іммігранти того часу, вони мігрували у пошуках працевлаштування. Багато з них, переважно парубки, але часто й заміжні жінки зі своїми сім'ями чи без них, селилися в невеличких містах у Пенсільванії та Нью-Йорку, стаючи шахтарями чи сталеварами. Чимало з них також оселялися в робітничих селищах і в сільськогосподарських районах штатів Середнього Заходу, таких як Вісконсин, Міннесота, Індіана, Іллінойс і Айова. Для більшості одинаків перебування було лише тимчасовим. Заощадивши достатньо грошей, багато хорватських чоловіків поверталися в Хорватію. Проте ті, хто вирішили залишитися, осіли там назавжди.
За порівняно короткий проміжок часу хорватів можна було знайти по всій території США від Нью-Йорка до Каліфорнії, від Нового Орлеана до Міннеаполіса—Сент-Пола. Від часів Великого переселення народів 1890—1914 років і подальшого початку Першої світової війни до загального спаду еміграції в 1924 році хорвати та інші південні й західні слов'яни і представники інших груп, пік напливу яких припав на той час, посіли помітний слід в історії гірничодобувної промисловості на Залізному хребті Міннесоти; приблизно так само відбувалося в Міннесоті та більшій частині Вісконсина із галузями, пов'язаними з лісовим господарством. Відомим хорватським американцем із Залізного хребта був 34-й і 36-й губернатор штату Руді Перпіч, який представляв Партію демократів/фермерів-лейбористів; він перебував на посаді з 29 грудня 1976 року по 4 січня 1979 року та з 3 січня 1983 року по 7 січня 1991 року, завдяки чому став губернатором з найдовшим строком повноважень в історії штату. В непублічний період життя Перпіч був стоматологом, а після відходу з посади в 1991 році допомагав посткомуністичному уряду Хорватії. Він народився 27 червня 1928 року в Карсон-Лейк (тепер частина Гіббінга), що в штаті Міннесота, і помер від раку 21 вересня 1995 року в Міннетонці.
Після Другої світової війни почала прибувати нова хвиля хорватських іммігрантів. Це здебільшого були політичні біженці, включаючи дітей-сиріт, чиї батьки загинули під час війни, окремих осіб і сімей, які тікали від комуністичної влади Югославії. Більшість цих хорватів оселилася у впорядкованих хорватських колоніях, часто серед родичів і друзів. Починаючи з 1965 року, в Америці спостерігався новий наплив хорватів. Поступово ця нова хвиля іммігрантів вступала в хорватські католицькі парафії та організації, незабаром перетворюючись на сучасних носіїв хорватської культури та традицій у США. Наразі лиш невелика кількість хорватів продовжує емігрувати — здебільшого ті, у кого є родичі в Америці, які вже добре устаткувалися.
Хорватські емігранти також оселилися в Техасі, Оклахомі та Міссурі (особливо в Канзас-Сіті і Сент-Луїсі). Розвинута хорватська громада існує в Мобілі (Алабама), подібна спільнота є і в Пуебло (Колорадо).

## Білі хорвати
У Польщі існувала етнічна група під назвою Білі хорвати, яка значною мірою емігрувала до США. Група зосереджувалася навколо Кракова і, ймовірно, покинула Польщу через утиски з боку нацистів і сталіністів. Цікаво, що, за американськими документами, з початку ХХ ст. з області навколо Кракова було близько 100 000 емігрантів, які називали себе «бєлохорватами» (на польський лад).

## Деякі відомі особи
- Іван Мештрович — скульптор
- Івана Миличевич — акторка
- Горан Вішнич — актор
- Джо Манганьєлло — актор
- Даян Віст — акторка
- Златко Балокович — скрипаль
- Зинка Миланова — оперна співачка
- Томо Миличевич — гітарист
- Марті Пейч — піаніст, композитор
- Девід Пейч — музикант, композитор
- Террі Гарт — астронавт
- Пол Модрич — біохімік
- Піт Вісклоскі — депутат Палати представників (демократ)
- Джон Кейсік — губернатор Огайо (республіканець)
- Ентоні Маглиця — підприємець, винахідник
- Тоні Кукоч — баскетболіст
- Роджер Маріс — баскетболіст
- Кевін Макгейл — баскетболіст
- Джон Гавлічек — баскетболіст
- Пет Мілетич — чемпіон світу зі змішаних бойових мистецтв
- Марк Павелич — хокеїст
- Крістіан Пулишич — футболіст
- Руді Том'янович — баскетболіст, тренер
- Вільям Феллер — математик
- Томіслав Сунич — політолог, соціолог
- Йозо Томашевич — історик
- Стіпе Міочич — борець